# От люлка до гроб
„От люлка до гроб“ (на английски: Cradle 2 the Grave) е американска екшън филм от 2003 г. на режисьора Анджей Бартковяк. Главните роли се изпълняват от Джет Ли и Ди Ем Екс.

## Сюжет
Когато Тони Фейт и бандата му от крадци отвличат партида черни диаманти (в действителност – синтетичен плутоний), откриват, че са спечелили смъртен враг в лицето на Линг.